# Zvonimir Deranja
Zvonimir Deranja (Ragusa, 22 settembre 1979) è un ex calciatore croato, di ruolo attaccante.

## Carriera

### Club
Ha giocato per otto stagioni nell'Hajduk Spalato dove è ricordato per lo storico gol del 2-0 contro il Varteks Varaždin del 15 marzo 2004, per una vittoria che valse la conquista del campionato, e la conseguente esultanza in corsa con una bandana da ultras. Quando nel dopo partita gli chiesero dove avesse preso la bandana, rispose di averla tenuta nei pantaloncini per tutta la partita.
Nel 2004 si trasferì in Francia per giocare in Ligue 2 con il Le Mans, con il quale ottenne la promozione in Ligue 1, ma dopo una sola stagione tornò all'Hajduk Spalato.
Nel 2006 tornò in Ligue 2 nelle file del FC Libourne-Saint-Seurin, successivamente si trasferì in Belgio per giocare nell'Excelsior Mouscron.
Nel 2010 tornò in patria, al RNK Spalato, dove chiuse la propria carriera agonistica.

### Nazionale
Ha partecipato al Campionato del mondo Under-20 1999, in cui ha giocato quattro partite segnando due gol, uno contro il Ghana e l'altro contro il Kazakistan.

## Statistiche

### Cronologia presenze e reti in nazionale
| Cronologia completa delle presenze e delle reti in nazionale ― Croazia under 21 | Cronologia completa delle presenze e delle reti in nazionale ― Croazia under 21 | Cronologia completa delle presenze e delle reti in nazionale ― Croazia under 21 | Cronologia completa delle presenze e delle reti in nazionale ― Croazia under 21 | Cronologia completa delle presenze e delle reti in nazionale ― Croazia under 21 | Cronologia completa delle presenze e delle reti in nazionale ― Croazia under 21 | Cronologia completa delle presenze e delle reti in nazionale ― Croazia under 21 | Cronologia completa delle presenze e delle reti in nazionale ― Croazia under 21 |
| Data                                                                            | Città                                                                           | In casa                                                                         | Risultato                                                                       | Ospiti                                                                          | Competizione                                                                    | Reti                                                                            | Note                                                                            |
| ------------------------------------------------------------------------------- | ------------------------------------------------------------------------------- | ------------------------------------------------------------------------------- | ------------------------------------------------------------------------------- | ------------------------------------------------------------------------------- | ------------------------------------------------------------------------------- | ------------------------------------------------------------------------------- | ------------------------------------------------------------------------------- |
| 9-10-1998                                                                       | La Valletta                                                                     | Malta under 21                                                                  | 0 – 3                                                                           | Croazia under 21                                                                | Qual. Europeo Under-21 2000                                                     | 1                                                                               | 61’                                                                             |
| 14-10-1998                                                                      | Sisak                                                                           | Croazia under 21                                                                | 4 – 0                                                                           | Macedonia del Nord under 21                                                     | Qual. Europeo Under-21 2000                                                     | -                                                                               | 51’                                                                             |
| 28-4-1999                                                                       | Zagabria                                                                        | Croazia under 21                                                                | 1 – 0                                                                           | Italia under 21                                                                 | Amichevole                                                                      | -                                                                               | 66’                                                                             |
| 5-6-1999                                                                        | Kratovo                                                                         | Macedonia del Nord under 21                                                     | 0 – 2                                                                           | Croazia under 21                                                                | Qual. Europeo Under-21 2000                                                     | -                                                                               | 72’                                                                             |
| 17-8-1999                                                                       | Belgrado                                                                        | Serbia under 21                                                                 | 2 – 6                                                                           | Croazia under 21                                                                | Qual. Europeo Under-21 2000                                                     | 1                                                                               | 84’                                                                             |
| 21-8-1999                                                                       | Zagabria                                                                        | Croazia under 21                                                                | 1 – 0                                                                           | Malta under 21                                                                  | Qual. Europeo Under-21 2000                                                     | -                                                                               | 49’ 65’                                                                         |
| 3-9-1999                                                                        | Zagabria                                                                        | Croazia under 21                                                                | 5 – 1                                                                           | Irlanda under 21                                                                | Qual. Europeo Under-21 2000                                                     | -                                                                               |                                                                                 |
| 17-11-1999                                                                      | Spalato                                                                         | Croazia under 21                                                                | 3 – 0 dts                                                                       | Portogallo under 21                                                             | Qual. Europeo Under-21 2000                                                     | 1                                                                               | 58’ 70’                                                                         |
| 23-3-2001                                                                       | Vinkovci                                                                        | Croazia under 21                                                                | 2 – 1                                                                           | Lettonia under 21                                                               | Qual. Europeo Under-21 2002                                                     | 1                                                                               | 90+4’                                                                           |
| 5-6-2001                                                                        | Riga                                                                            | Lettonia under 21                                                               | 1 – 1                                                                           | Croazia under 21                                                                | Qual. Europeo Under-21 2002                                                     | -                                                                               | 77’                                                                             |
| 5-10-2001                                                                       | Velika                                                                          | Croazia under 21                                                                | 1 – 0                                                                           | Belgio under 21                                                                 | Qual. Europeo Under-21 2002                                                     | 1                                                                               | 51’ 60’                                                                         |
| 11-10-2001                                                                      | Spalato                                                                         | Croazia under 21                                                                | 1 – 1                                                                           | Rep. Ceca under 21                                                              | Qual. Europeo Under-21 2002                                                     | -                                                                               | 51’                                                                             |
| Totale                                                                          |                                                                                 | Presenze                                                                        | 12                                                                              |                                                                                 | Reti                                                                            | 5                                                                               |                                                                                 |

## Palmarès
- Campionato croato: 2

Hajduk Spalato: 2000-2001, 2003-2004
- Coppa di Croazia: 2

Hajduk Spalato: 1999-2000, 2002-2003